# Мерёй
Мерёй (фр. Méreuil, окс. Mereulh) — коммуна во Франции, находится в регионе Прованс — Альпы — Лазурный Берег. Департамент коммуны — Верхние Альпы. Входит в состав кантона Сер. Округ коммуны — Гап.
Код INSEE коммуны — 05076.

## Население
Население коммуны на 2008 год составляло 85 человек.
| 1962 | 1968 | 1975 | 1982 | 1990 | 1999 | 2008 |
| ---- | ---- | ---- | ---- | ---- | ---- | ---- |
| 93   | 95   | 80   | 83   | 104  | 78   | 85   |

## Экономика

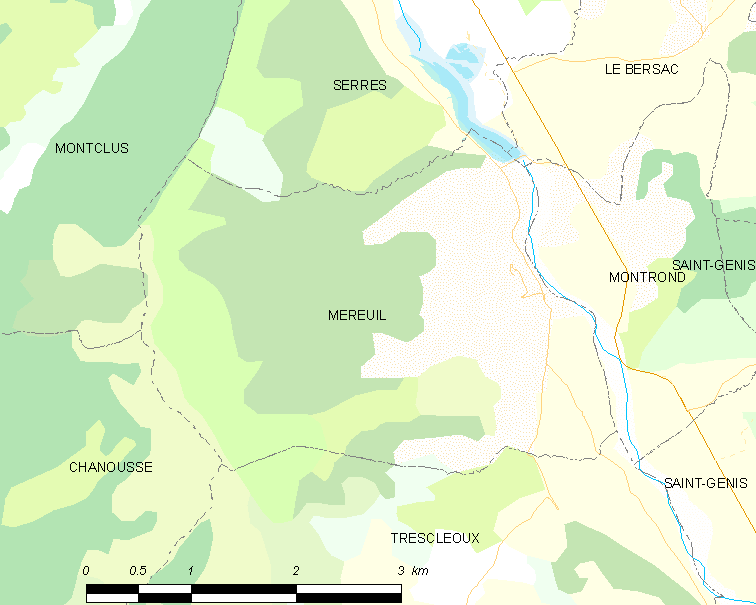
Карта коммуны

В 2007 году среди 42 человек в трудоспособном возрасте (15—64 лет) 28 были экономически активными, 14 — неактивными (показатель активности — 66,7 %, в 1999 году было 58,7 %). Из 28 активных работали 26 человек (15 мужчин и 11 женщин), безработными были 2 мужчины. Среди 14 неактивных 4 человека были учениками или студентами, 3 — пенсионерами, 7 были неактивными по другим причинам.